# Substanzsteuer
Bemessungsgrundlage einer Substanzsteuer ist – im Unterschied zur Ertragsteuer – ein bestimmter Vermögensstamm.
Beispiele für Substanzsteuern in Deutschland:
Periodische Substanzsteuern
- die Vermögensteuer (wird zurzeit nicht erhoben)
- die Grundsteuer
- die inzwischen abgeschaffte Gewerbekapitalsteuer
- die Kraftfahrzeugsteuer

Aperiodische Substanzsteuern
- die Erbschaftsteuer und Schenkungsteuer werden in der Literatur auch als überwiegend der Substanzsteuer zugehörig betrachtet. Gegenstand der Besteuerung ist jedoch der Erwerb beim Erben bzw. Beschenkten.

Grundsteuer und Gewerbesteuer werden als Realsteuern bezeichnet.

## Unterscheidung von materieller vs. formaler Substanzsteuer
Der Begriff Substanzsteuer ist insofern irreführend, als er suggeriert, dass die Steuerzahlung generell durch (Teil-)Liquidation des Vermögenstammes selbst geschehen müsse und damit die „Substanz“ aufgezehrt werde. Dies ist jedoch nur bei einer sogenannten materiellen Substanzsteuer der Fall. Bei dieser ist das Vermögen nicht nur Steuerbemessungsgrundlage, sondern auch Steuerquelle. Dagegen ist bei der formalen Substanzsteuer das Vermögen nur Bemessungsgrundlage, das Einkommen ist jedoch die Steuerquelle.
In Deutschland müssen nach der Rechtsprechung des Bundesverfassungsgerichts periodische Substanzsteuern formale Substanzsteuern sein. Dabei darf auch durch die Kombination mit anderer vorhandener Besteuerung (z. B. Kapitalertragsteuer) die Vermögenssubstanz nicht angegriffen werden. D.h. die Steuersätze müssen so bemessen sein, dass sie aus den üblicherweise zu erwartenden möglichen Erträgen (Sollerträge) bezahlt werden können. Diese Art der Steuer nennt man Soll-Ertragssteuer.